# Своге (железопътна гара)
Железопътна гара Своге е железопътна гара по линията София – Варна. Гарата е от особено регионално значение поради близкото разстояние от столицата.

## Исторически факти
| „                                                                                                 | Знаете ли вие колко влака на денонощие минаваха тогава през гара Своге? Сто и четиринайсет в двете посоки! Сигурно е, дядо ми Славе ги е броил, а началникът на гарата Ценов го бе потвърдил. | “ |
| Из сборника „От съводие е твойто име“, посветен на 50-годишнината от обявяването на Своге за град | |   |

- Своге става гара, когато в края на 19 век (ок. 1894 – 1896 година)[1] е прокарана железопътната линия София – Роман.[2]
- Гарата бива електрифицирана благодарение на семейство Пееви начело с предприемача полк. Велизар Пеев-старши (1859 – 1938).[3]
- Подлезът на гарата бива построен с намесата на видната общественичка Лиляна Цонева.[3]